# Lainsecq
Lainsecq és un municipi francès, situat al departament del Yonne i a la regió de Borgonya - Franc Comtat. L'any 2007 tenia 364 habitants.

## Demografia

### Població
El 2007 la població de fet de Lainsecq era de 364 persones. Hi havia 140 famílies, de les quals 54 eren unipersonals (27 homes vivint sols i 27 dones vivint soles), 43 parelles sense fills, 31 parelles amb fills i 12 famílies monoparentals amb fills.
La població ha evolucionat segons el següent gràfic:
Habitants censats

### Habitatges
El 2007 hi havia 247 habitatges, 147 eren l'habitatge principal de la família, 78 eren segones residències i 23 estaven desocupats. 226 eren cases i 10 eren apartaments. Dels 147 habitatges principals, 113 estaven ocupats pels seus propietaris, 29 estaven llogats i ocupats pels llogaters i 5 estaven cedits a títol gratuït; 9 tenien dues cambres, 29 en tenien tres, 33 en tenien quatre i 75 en tenien cinc o més. 99 habitatges disposaven pel capbaix d'una plaça de pàrquing. A 81 habitatges hi havia un automòbil i a 48 n'hi havia dos o més.

### Piràmide de població
La piràmide de població per edats i sexe el 2009 era:
| Homes | Edats   | Dones |
| ----- | ------- | ----- |
| 0     | 95 o +  | 8     |
| 0     | 90 a 94 | 4     |
| 8     | 85 a 89 | 20    |
| 0     | 80 a 84 | 4     |
| 12    | 75 a 79 | 4     |
| 16    | 70 a 74 | 24    |
| 24    | 65 a 69 | 8     |
| 8     | 60 a 64 | 12    |
| 12    | 55 a 59 | 8     |
| 4     | 50 a 54 | 12    |
| 20    | 45 a 49 | 16    |
| 8     | 40 a 44 | 4     |
| 4     | 35 a 39 | 8     |
| 8     | 30 a 34 | 4     |
| 0     | 25 a 29 | 0     |
| 8     | 20 a 24 | 0     |
| 16    | 15 a 19 | 8     |
| 4     | 10 a 14 | 4     |
| 4     | 5 a 9   | 4     |
| 0     | 0 a 4   | 4     |

## Economia
El 2007 la població en edat de treballar era de 194 persones, 131 eren actives i 63 eren inactives. De les 131 persones actives 116 estaven ocupades (68 homes i 48 dones) i 16 estaven aturades (5 homes i 11 dones). De les 63 persones inactives 25 estaven jubilades, 8 estaven estudiant i 30 estaven classificades com a «altres inactius».

### Ingressos
El 2009 a Lainsecq hi havia 145 unitats fiscals que integraven 297 persones, la mediana anual d'ingressos fiscals per persona era de 15.455 €.

### Activitats econòmiques
Dels 12 establiments que hi havia el 2007, 1 era d'una empresa de fabricació d'altres productes industrials, 3 d'empreses de construcció, 2 d'empreses de comerç i reparació d'automòbils, 1 d'una empresa d'hostatgeria i restauració, 3 d'empreses immobiliàries i 2 d'empreses de serveis.
Dels 6 establiments de servei als particulars que hi havia el 2009, 2 eren tallers de reparació d'automòbils i de material agrícola, 1 paleta, 1 electricista, 1 empresa de construcció i 1 restaurant.
L'any 2000 a Lainsecq hi havia 26 explotacions agrícoles que ocupaven un total de 1.932 hectàrees.

## Equipaments sanitaris i escolars
El 2009 hi havia una escola elemental integrada dins d'un grup escolar amb les comunes properes formant una escola dispersa.

## Poblacions més properes
El següent diagrama mostra les poblacions més properes.